# 국제특허정보박람회
국제특허정보박람회(PATent INformation EXpo)은 지식재산에 대한 관심의 증가에 따라 2005년부터 개최되어 지식재산 전문가와 솔루션 제공자에 의한 주제와 솔루션 업데이트 발표, 전시회 등을 포함하는 2019년 제15회 국제행사로 성장해왔다.

## 행사명
- 국제특허정보박람회
- PATINEX(PATent INformation EXpo)

## 주요 행사
- 컨퍼런스 (기조연설, 주제발표, 솔루션 업데이트, 워크숍)
- 전    시 (부스관람, 비즈니스 미팅)
- 부대행사 (개폐회식, 오만찬, IP비즈멘토링, 경품추첨)

## 참석대상
- 국내외 지식재산(IP)전문가
- 경영, 기획, IP, R&D 관련 부서 관리자 및 실무자
- 변호사 및 변리사, 학계 전문가
- IP 조사분석, 평가, 거래, 컨설팅 등 관련 분야 전문가 등

## 주최/주관/후원
- 주최 : 특허청
- 주관 : 한국특허청

## 역대행사
- 제15회 2019 국제특허정보박람회 PATINEX